# Жахаючий 2
«Жахаючий 2», також «Той, що жахає 2» або «Жахливий 2» (англ. Terrifier 2) — американський слешер 2022 року сценаристом, режисером, монтажером і продюсером якого став Демієн Леоне. Це продовження фільму «Жахаючий» (2016) і третій повнометражний фільм з клоуном Артом. До своїх ролей повернулись Девід Говард Торнтон та Саманта Скаффіді, які відповідно зобразили клоуна Арта та Вікторію Хейз у першому фільмі, у фільмі також знялись Лорен Лавера, Елліотт Фуллем, Сара Фойґт, Кейлі Гайман та Кейсі Гартнет. Історія розповідає про воскресіння Арта та його переслідування Сієнни Шоу (Лавера) і її молодшого брата Джонатана (Фуллем) у ніч на Хелловін — через рік після подій першого фільму.
Фільм бере початок від концепції повнометражного фільму, яку Леоне почав розробляти незабаром після зйомок свого дебютного режисерського короткометражного фільму «9-те коло» (2009). Концепція запланованого фільму була зосереджена на героїні в ангельському вбранні та зрештою розвалилася, але після виходу «Жахаючого» (2016) Леоне хотів повернути героїню в якості головної — вона перетворилася б на Сієнну, когось, кого Леоне описує як «серце і душу» «Жахаючого 2». Леоне витратив три місяці на написання сценарію, орієнтованого на персонажів, після критики щодо відсутності оповіді в першому фільмі.
Фінансування фільму було значним, оскільки сценарій був амбітнішим, ніж перший фільм, і вимагав більшого бюджету. Перед зйомками Леоне залучив фінансування від приватних інвесторів, і запустив кампанію Indiegogo з метою 50 тисяч доларів США, щоб зняти сцену з практичними ефектами. Кампанія мала величезний успіх, досягнувши понад 430 % від початкової мети.
Світова прем'єра фільму відбулася на фестивалі FrightFest 29 серпня 2022 року, а в кінотеатрах США він вийшов 6 жовтня 2022 року, ставши хітом у прокаті, зібравши 11,5 мільйонів доларів. Він отримав загалом позитивні відгуки від критиків, похвалу за гру Торнтона та Лавери. Багато критиків вважали фільм кращим за свого попередника.

## Сюжет
Після самогубства клоун Арт воскресає в морзі. Він одразу вбиває коронера, який оглядав його тіло, і йде до пральні, щоб почистити свій закривавлений одяг. Там він зустрічає Маленьку Бліду Дівчинку — таємничу істоту, одягнену та розмальовану подібно до нього. Чоловік поруч просинається і стає зрозуміло, що Дівчинку бачить тільки Арт. Клоун убиває свідка й покидає пральню.
Через рік підлітка Сієнна Шоу готує свій костюм на Хелловін, створений її нещодавно померлим батьком. Її молодший брат Джонатан цікавиться клоуном Артом, малюнки якого знайшов у батьковому альбомі. Тієї ночі Сієнні сниться кошмар про шоу під назвою «Кафе клоунів» з Артом у головній ролі. Уві сні їй доводиться відбиватися від нього, і єдине, що може врятувати її від його налаштованого вогнемета — це її бутафорський меч. Вона прокидається від пожежі, що спалахнула в кімнаті, але меч лишається неушкоджений. Арт у той час дивиться по телевізору шоу за участю його попередньої жертви Вікторії, що вижила, але лишилася спотвореною.
На Хелловін Джонатан бачить у школі Арта та Маленьку Бліду Дівчинку, які граються з мертвим опосумом. Труп тварини лишається в школі і вчителька звинувачує в цьому Джонатана. Сієнна панікує, коли її подруги Еллі та Брук обговорюють шоу Моніки Браун, яку вбила Вікторія. Сієнна та Еллі йдуть до магазину костюмів, де зустрічають Арта. Клоун вбиває продавця того магазину, але відвідувачі сприймають це за розіграш, на розчарування Арта. Вночі клоун вривається до будинку Еллі та жорстоко калічить її.
Джонатан показує Сієнні та їхній матері, Барбарі, альбом свого батька, наповнений газетними вирізками, які свідчать, що Маленька Бліда Дівчинка схожа на першу жертву Арта, Емілі Крейн. Він вважає, що їхній батько знав, як зупинити Арта, тому й подарував дочці меча. Сієнна їде на вечірку на Хеллоуїн, звідки Джонатан тікає після того, як Барбара дає йому ляпаса за те, що хлопець нібито забруднив авто. Потім Арт застрелює Барбару, викрадає Джонатана і забирає меч Сієнни.
На вечірці Брук наповнює напій Сієнни екстазі, і в неї стається напад паніки через видіння Маленької Блідої Дівчинки. Хлопець Брук, Джефф, відвозить їх обох додому. Дорогою Сієнна отримує дзвінок від брата з проханням приїхати на атракціон у покинутому карнавалі. Насправді це говорила Маленька Бліда Дівчинка. Арт убиває Джеффа, а потім Брук. Сієнна непритомніє, коли знаходить знівечене тіло Брук.
Отямившись, Сієнна бачить як Арт готує скальпель, аби поранити її брата. Вона вдаряє клоуна дошкою і обоє починають бійку. Джонатан відбирає в клоуна обріз і стріляє в лиходія. Та згодом брат і сестра усвідомлюють, що Арт безсмертний. Поступово з'ясовується, що атракціон Арта є місцем, де він лишив своїх жертв у оригінальному 9-му колі короткометражки. Він пронизує Сієнну мечем її батька і скидає її до пекла, де вона знову зустрічає «Кафе клоунів» зі свого кошмару. Сієнна захлинається в баці з водою, але меч спалахує і повертає її до світу живих. Арт у той час хоче з'їсти Джонатана. Сієнна хапає меча та зрубує клоуну голову. Маленька Бліда Дівчинка згодом забирає голову Арта.
Після титрів Вікторія пише власною кров'ю на стіні «Вікі + Арт» і різні лайливі слова. Потім вона криваво народжує голову Арта. Санітарка наспівує пісню «Кафе клоунів» і каже колезі, що почула її від Вікторії. Ця ж санітарка чує як Вікторія насміхається з неї, відчиняє палату і бачить як голова Арта посміхається.

## Акторський склад
- Лорен Лавера — Сієнна Шоу, старша сестра Джонатана[7]
- Елліотт Фуллам — Джонатан Шоу, молодший брат Сієнни
- Сара Фойґт — Барбара Шоу, мати Сієнни та Джонатана
- Амелі Маклейн у ролі Маленької блідої дівчинки / Емілі Крейн
- Кріс Джеріко в ролі Берка, медсестри
- Девід Говард Торнтон у ролі клоуна Арта
- Кейлі Гайман — Брук, подруга Сієнни
- Кейсі Гартнетт — Еллі, подруга Сієнни
- Чарлі МакЕлвін у ролі Джеффа, хлопця Брук
- Джоннат Девіс — Рікі, продавець костюмерної крамниці
- Емі Расс — мати Еллі
- Корі Дюваль в ролі коронера
- Саманта Скаффіді в ролі Вікторії «Вікі» Хейз, єдиної, хто пережив події першого фільму, яка зараз перебуває в психіатричній лікарні[8]

Крім того, Ґріффін Сантопієтро виконує роль Еріка, Оуен Майр — Шона, Фелісса Роуз — пані Прінсіпі, Тамара Ґлінн — мами в костюмерному магазині, Недім Яхич — Тревіса Браянта.

## Виробництво

### Написання
12 лютого 2019 року Леоне повідомив у своїй публікації в соціальних мережах, на якій була показана титульна сторінка, що перший варіант сценарію готовий. Леоне придумав концепцію фільму ще в 2008 році — з ідеєю героїні в костюмі ангела-воїна, що бореться з клоуном Артом. Ця героїня була основою Сієнни, яку Леоне хотів повернути як головну героїню «Жахливого 2». Процес написання фільму відрізнявся від попередніх кінопроєктів Леоне, в яких йому доводилося працювати неповний робочий день. Леоне писав три місяці поспіль. Значною мірою він зосереджувався на розробці головного героя, який міг би конкурувати з Артом за популярністю. Коли він не писав, він читав книги про сценарну творчість і слухав, як сценаристи обговорюють свої робочі процеси.
Через десятиліття він вирішив повернути героїню в янгольському вбранні та зробити її Сієнною Шоу. Леоне описує сценарій, як набагато масштабніший за попередній фільм і згадує, що не враховував бюджет під час написання. Одним із факторів під час написання було встановлення опозиції для Арта — на це надихнули стосунки між супергероєм Бетменом і суперлиходієм Джокером.

### Кастинг
Було підтверджено, що Торнтон і Скаффіді повторять свої відповідні ролі Арта та Вікторії, ставши єдиними учасниками акторського складу попереднього фільму, окрім короткого озвучення Майкла Ліві (який зіграв Вілла Винищувача в оригінальному фільмі), а також Корі Дюваль, який повернувся в ролі коронера з першого фільму. Були також повідомлення про те, що Стівен Делла Салла та Джейсон Ліві, двоє поліцейських в оригінальному фільмі, також повертаються в епізодичних ролях; усі троє є продюсерами другого фільму. 11 вересня 2019 року було оголошено, що актриса Лорен Лавера була обрана на головну роль Сієнни Шоу. 15 жовтня було оголошено, що Фелісса Роуз, Кріс Джеріко і Тамара Глінн приєдналися до акторського складу в епізодичних ролях.

### Зйомки
Леоне забезпечив повне фінансування фільму від кількох приватних інвесторів перед зйомками, проте запустив Indiegogo з метою 50 тис. доларів, щоб профінансувати сцену з практичними ефектами та залучити до проєкту відомого актора. Кампанія мала великий успіх, зібравши понад 125 тисяч доларів за перший тиждень. До кінця кампанії вона досягла 250 тисяч доларів, що на 430 % більше, ніж початкова мета.
Зйомки почалися в жовтні 2019 року Хоча більшість основної сюжетної лінії фільму вже було завершено, основні зйомки були призупинені через COVID-19, ставши одним із багатьох фільмів, які постраждали від всесвітньої пандемії COVID-19. 7 вересня Леоне розповів, що він працює над протезом для спотвореного обличчя Вікторії під час підготовки до зйомок сцен із Самантою Скаффіді. Зйомки згодом відновилися та завершилися 10 липня 2021 року

### Маркетинг
Тизер-трейлер «Жахаючого 2» був випущений 24 липня 2020 року. Джеремі Дік з MovieWeb прокоментував тизер, заявивши, що «тизер дуже цікаво дивитися всім, хто насолоджувався першим фільмом». Метт Джозеф з We Got This Covered також проаналізував трейлер, написавши: «Цей трейлер, хоч і короткий, принаймні обіцяє більший, кривавіший і жахливіший сиквел, який без проблем сподобається тим, кому сподобався оригінал.»
Також було оголошено, що до виходу фільму буде випущено тритомну серію коміксів з обмеженим тиражем.

## Прем'єра фільму
Світова прем'єра «Жахаючого 2» відбулася на Fantastic Fest 29 серпня 2022 року і того ж дня фільм був показаний на Fright Fest у Лондоні. Він був випущений 6 жовтня 2022 року компанією Bloody Disgusting. Пізніше фільм з'явився на Screambox, а також на різних «відомих жанрових фестивалях» до його офіційного релізу.
Незважаючи на те, що спочатку планувався лише тижневий обмежений прокат у кінотеатрах, глядацька цікавість змусила Bloody Disgusting оголосити, що «Жахливий 2» залишиться в кінотеатрах на другий вихідний 12 жовтня 2022 року 17 жовтня цей пробіг продовжили ще на тиждень.
Фільм був випущений для VOD 11 листопада 2022 року, а вихід на Blu-ray і DVD відбувся 27 грудня 2022 року

## Сприйняття

### Касові збори
«Жахаючий 2» вийшов у 886 кінотеатрах США, зібравши 400 000 доларів у день прем'єри. Variety назвав успіх фільму «шоком» для індустрії через низький бюджет і обмежений мейнстримовий маркетинг. За перші два тижні прокату фільм зібрав 3,4 мільйона доларів.

### Відгуки
На сайті Rotten Tomatoes рейтинг схвалення фільму становить 86 % на основі 64 рецензій із середнім рейтингом 6,8/10. На Metacritic він має середньозважену оцінку 59 зі 100 на основі восьми критиків, що вказує на «змішані або середні відгуки».
Джеффрі Андерсон із Common Sense Media назвав персонажів такими, що запам'ятовуються, особливо Сієнну, завдяки її розвитку. Через це Андерсон заявляє, що «людське життя тут починає мати більше значення, ніж у першому фільмі». Метт Донато з IGN, заявивши, що фільм має «недорозвинені сюжети та теми», відзначив покращення після оригінального фільму та гру Лавери. Семмі Гексойлер з The Guardian оцінив фільм на три зірки з п'яти, вихваляючи креативні сцени вбивств та акторські роботи, водночас критикуючи його тривалість.
Фільм не обійшовся без недоброзичливців. Оуен Глейберман з Variety високо оцінив фільм за вдале відображення епохи та відчуття фільмів-слешерів 1970-х і 1980-х років, а також за саундтрек і спецефекти, проте розкритикував фільм за його невпинну жорстокість і несимпатичних героїв.
Після його виходу було кілька повідомлень про те, що глядачі блювали та непритомніли під час перегляду «Жахливого 2», причому в одному випадку нібито викликали «швидку» допомогу.

## Сиквел
І Леоне, і Торнтон підтвердили, що планується «Жахаючий 3» разом із подальшими частинами, які повільно розвиватимуть історію та мотиви Арта. У жовтні 2022 року Леоне сказав, що має повну чернетку сценарію третього фільму, але він «набуває такого масштабу, що потенційно може бути розділений на ще одну частину, тому що [він] не хотів би знімати ще один фільм тривалістю 2 години 20 хвилин».